# Afonso Eulálio
Oliveira Eulálio est un nom portugais ; le premier nom de famille (d'usage facultatif) est Oliveira et le second est Eulálio.
Afonso Oliveira Eulálio (né le 30 septembre 2001 à Figueira da Foz) est un coureur cycliste portugais.

## Biographie
En juin 2022, Afonso Eulálio devient champion du Portugal sur route espoirs à Mogadouro,. Peu de temps après, il participe au Grand Prix Torres Vedras, où il se classe quatrième d'une étape. Il se présente ensuite au départ de son premier Tour du Portugal.
Lors de la saison 2023, il prend notamment la cinquième place de la Classique d'Ordizia. Il brille par ailleurs sur la Course de la Paix espoirs en terminant troisième d'une étape et septième du classement général. 

## Palmarès et résultats

### Palmarès par année
- 2022
  -  Champion du Portugal sur route espoirs
- 2023
  - 2e du Grand Prix de Mortágua
- 2024
  - 3e étape du Grand Prix international de Torres Vedras-Trophée Joaquim-Agostinho
  - 5e étape du Grand Prix Jornal de Notícias
  - 2e de la Prova de Abertura
  - 2e du Grand Prix international de Torres Vedras-Trophée Joaquim-Agostinho
  - 3e du Grand Prix Jornal de Notícias

### Résultats sur les grands tours

#### Tour d'Italie
1 participation
- 2025 : abandon (19e étape)

### Classements mondiaux
| Année                                 | 2021  | 2022 | 2023 | 2024 |
| ------------------------------------- | ----- | ---- | ---- | ---- |
| Classement mondial                    | 2718e | 984e | 807e | 489e |
| UCI Europe Tour                       | 1774e | 717e | nc   | nc   |
|                                       |       |      |      |      |
| Légende : nc = non classéSource : UCI |       |      |      |      |